# Plecotus christii
Plecotus christii är en sällsynt fladdermus i familjen läderlappar som förekommer i nordöstra Afrika. Den listades tidigare som underart till grålångöra (Plecotus austriacus).
Arten når en kroppslängd (huvud och bål) av 42 till 54 mm, en svanslängd av 42 till 48 mm och en vikt av 5,8 till 7,8 g. Den har 36 till 41 mm långa underarmar, 8 till 9 mm långa bakfötter och 32 till 39 mm långa öron. De långa öronen är på framsidan sammanlänkade med varandra. Plecotus christii saknar hudflik (blad) på näsan och svansen är nästan helt inbäddad i svansflyghuden. Den täta och mjuka pälsen på ovansidan är något ullig med en blek brun till gråbrun färg. Undersidans päls bildas av hår som är rödbruna vid roten och krämfärgad till vit efter hälften. Även flygmembranen är ljusbrun och lite genomskinlig. Dessutom är öronen genomskinliga med undantag av de bruna topparna. Vid händerna har tummen inte samma påfallande storlek som kännetecknar andra arter av samma släkte.
Denna fladdermus är bara känd från enstaka fynd i Libyen, Egypten (bland annat Sinaihalvön) och Sudan. Även en individ från Eritrea kan tillhöra denna art. Plecotus christii hittades i torra landskap med glest fördelad växtlighet några kilometer utanför oaser eller ifrån floder.
Individerna vilar i grottor, i bergssprickor, i övergivna gruvor eller i andra byggnader som används sällan av människor. De jagar olika insekter som ofta plockas från blommor eller annan växtlighet. Allmänt lever varje exemplar ensam och hannar är aggressiva mot varandra under parningstiden. Parningen sker under hösten och sedan vilar det befruktade ägget fram till våren. Honor med diande ungar registrerades mellan mars och juni.
IUCN listar Plecotus christii med kunskapsbrist (DD).